# Greenville-Pickens Speedway
Der Greenville-Pickens Speedway ist eine Motorsport-Rennstrecke in Easley im US-Bundesstaat South Carolina. Die Strecke wurde als Austragungsort verschiedener NASCAR-Rennserien bekannt.

## Geschichte
Die Rennstrecke wurde 1940 als 1/2-Meilen langer Dirttrack gebaut und eröffnet. Sie musste jedoch bereits im Folgejahr (aufgrund des Zweiten Weltkriegs) wieder schließen. Die Wiedereröffnung fand 1946 statt. Dabei wurden auch parallel Stockcar-Rennen sowie (wenn auch nur für kurze Zeit), Pferderennen ausgetragen.

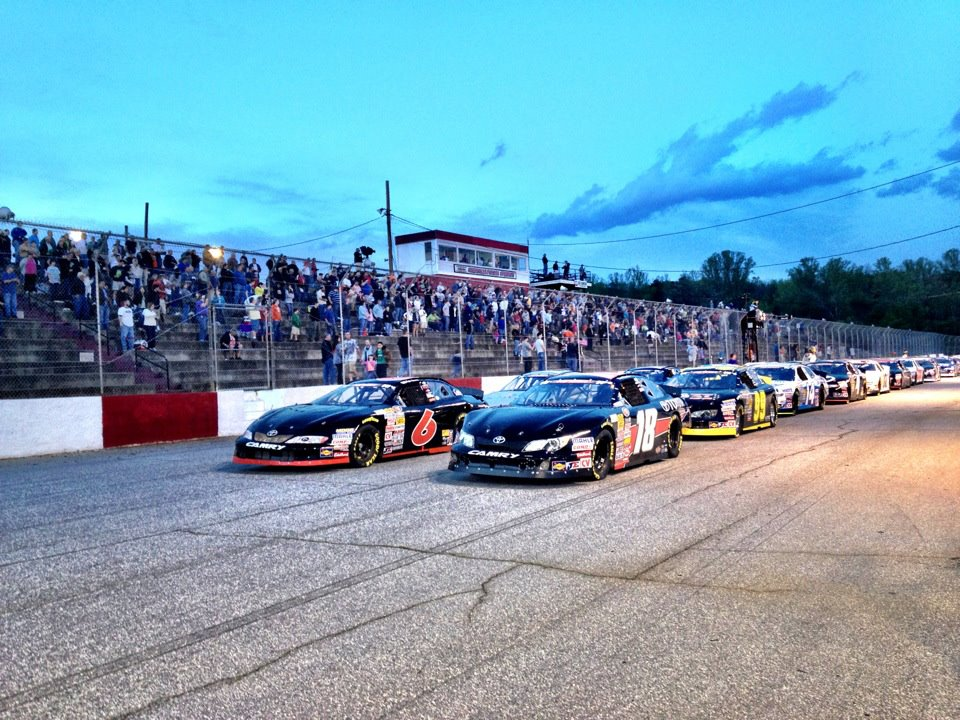
K&N Pro East Serie auf dem Greenville-Pickens Speedway

Ab 1955 begann die NASCAR dort Rennen auszutragen. Die höchste Rennserie der NASCAR fuhr dort bis 1971 als die Serie als Rennstätten Super-Speedways bevorzugte. Erfolgreichster Fahrer war Richard Petty der in 20 Rennen auf dem Oval 6 Siege einfuhr.
1970 wurde die Strecke asphaltiert und wurde im Folgejahr zum Austragungsort des ersten beim Sender ABC Wide World of Sports völlig im Fernsehen ausgetragenen NASCAR-Rennens.
Nachdem 2023 Gerüchte um die Schließung der Strecke aufkamen wurde 2024 die Investition von 40 Millionen Dollar zum Ausbau der Strecke bekanntgegeben.

## Die Strecke
Von 1946 bis 1970 war die Strecke ein typischer Dirttrack-Ovalkurs. Mit der Asphaltierung 1971 wurde nur der Belag verändert, dementsprechend ist die heutige Strecke derjenigen aus den 1940er-Jahren in der Länge und dem Streckenlayout identisch. Die Kurvenüberhöhung beträgt 5 Grad.

## Veranstaltungen
Bis dato (Stand Ende 2022) gastierten die folgenden Rennserien auf dem Speedway:
Aktuelle Rennen:
- CARS Pro Late Model Tour: 2016, 2020, 2022; 3 Rennen; (Puryear 225)

Frühere Rennen:
- NASCAR Southeast Series: 1991–2006; 32 Rennen; (Rock 101 50)
- NASCAR Cup Series: 1955–56, 1958–1971; 28 Rennen; (Greenville 200, Pickens 200)
- NASCAR K&N Pro Series East: 2006–2017; 17 Rennen; (Kevin Whitaker Chevrolet 150; Kevin Whitaker Chevrolet 140)
- NASCAR Xfinity Series: 1983; 2 Rennen; (Coca-Cola 200, DAPCO 200)